# Dragoș Protopopescu
Dragoș Protopopescu (n. 17 octombrie 1892, Călărași, Călărași, România – d. 11 aprilie 1948, București, România) a fost un scriitor, poet, critic, filosof român, unul dintre primii angliști români reputați din epoca interbelică, profesor universitar la Facultatea de Litere și Filozofie din București.

## Date biografice
Este fiul profesorului de latină Constantin Popescu și al Octaviei Blebea. Școala primară o face în orașul natal. În București urmează Liceul Sfântu Sava.
Face studii de filologie la Facultatea de Litere din București, apoi urmează doctoratul la Paris și Londra.
În 1924 devine doctor în filologie engleză al Universității Sorbona, sub îndrumarea anglistului Louis Cazamian.
În 1925 devine profesor la Universitatea din Cernăuți iar, mai târziu, directorul Teatrului din Cernăuți. Devine apoi profesor la Universitatea din București, unde ține cursuri de cultură și civilizație britanică, între altele.
În 1934 este închis la Jilava din cauza apartenenței sale la legionarism. Este ales în 1937 parlamentar pe listele Partidului „Totul pentru Țară”.
Între 1938-1945 colaborează cu câteva dintre cele mai importante reviste interbelice: Viața nouă, Cronica, Viața Românească, Flacăra, Gândirea etc.
A fost căsătorit de trei ori: cu Marioara Aldea, apoi cu Alice Bădescu, iar între 1937-1939 cu Lia Romașcu.
Este arestat de către autoritățile comuniste în anul 1948 și dus pe Șos. Kiseleff din Bucuresti. Încearcă să se sinucidă tăindu-și arterele dela mâna stângă cu o lamă pe care o avea permanent asupra lui. Expediat sub pază la spital, se vindecă. Ridicat apoi de agenții securității comuniste, „în momentul în care ascensorul trecea prin dreptul plafonului unuia dintre etaje, și-a băgat capul sub plafon și a fost decapitat” (mărturie expusă de Gabriel Bălănescu în cartea sa: Din împărăția morții, Editura „DACIA', Madrid, 1981).

## Lucrări publicate
- Stilul lui Dimitrie Cantemir. Editura "ACADEMIEI ROMÂNE", București, 1915;
- Poemele restristei. București, 1920;
- Zvon de pretutindeni (versuri). București, 1921;
- Valoarea latinã a culturii engleze. Cernãuți, 1923;
- Unknown Congreve. București, 1923;
- Un clasique moderne: W. Congreve. Paris, 1924;
- Caracterul de rasă al literaturii engleze. Cernăuți, 1925;
- Pagini engleze, București, Editura Cultura Națională, 1925;
- W. Shakespeare - Hamlet (traducere), București;
- Politica culturii. Editura "INSTITUTUL SOCIAL ROMÂN", București, 1931 (în colaborare);
- Iarmarocul Metehnelor (roman). București, 1932;
- Condamnatii la castitate (roman). București, 1935;
- Fenomenul englez: studii și interpretări, București, Fundația pentru Literatură și Artă „Regele Carol II”, 1936 (reed. 1996; 2003);
- Fortul 13 (roman). București, 1936;
- Pericolul evreiesc. București;
- Tigrii, București, 1940.

Postume
- Shakespeare: viața și opera, ediție îngrijită de Fabian Anton, București, Editura Eurosong & Book, 1998
- Shakespeare. Romanul englez, ediție, studiu introductiv, note și traduceri de Andi Bălu, București, Editura Albatros, 2000